# 요바이
요바이(일본어: 夜這い)란 밤중에 성교를 목적으로 모르는 사람의 침실에 침입하는 일본의 옛 풍습이다. 주로 농촌지역에서 남성이 여성의 집을 방문하는 경우가 많았다. 일반적으로 서일본에서 보이는 풍습으로, 간토 이북지방에서는 보이지 않는다고 한다. 婚, 嫁, 結婚 등의 글자를 예전에는 요바후(よばふ), 요바히(よばひ)라고 불렀으며, 이는 부르다는 뜻의 동사 요부(呼ぶ)의 재활용형인 つまどい, つままぎ 등과 더불어 구혼을 위해 남자가 여자의 침소에 들어오는 행위를 의미했다. 일본의 옛 혼인풍습은 결혼후에도 남자가 여자 집에 다니는 것이 보통이었으며, 이 때문에 이러한 행위도 요바이라고 불렀다. 요바이를 "夜這い"로 표기하게 되자 이 행위는 부모나 상대의 허락없이 이성의 침실에 몰래 침입하는 불순한 행위를 가리키게 되어 배덕한 일로 여겨져 없어지기에 이르렀다.

## 개요
- 옛 일본의 부부관계는 부인이 결혼할 것인가 말것인가를 결정하였으며, 남녀는 각자 따로 살고 부인의 집에 남편이 들어갔다 나오는 형태였다.
- 예전의 일본의 농촌에서는 "마을의 젊은 아가씨와 과부는 젊은이들 차지"라는 말이 있었다.[2] 근대 이전의 농촌에서는 마을의 젊은 남성들이 마을 내에 특정한 룰을 정해 요바이를 했었다. 룰을 무시하고 다른 마을의 남자가 요바이를 하러 오면 이들이 격퇴하기도 했다고 하며, 때로 반죽음을 당하기도 하였다.
- 일부지방에서는 여자가 남자의 처소에 드는 풍습도 보인다.
- 도시의 상점가 등에서는 여러 상점주들과 가게에서 일하는 피고용 여성들이 동거하고 있었는데, 이들 남성 고용주들이 피고용 여성의 침실을 드나드는 일은 자주 벌어졌다. (다만 중세, 근대의 상점가에는 고용주와 피고용주간에 일정 룰이 있어서 발각되면 해고 및 업계추출 등의 징벌을 받았다고 한다.)
- 요바이가 상대의 의사를 무시한 강간같은 것이었는가, 상대방도 어느 정도 동의한 후에 이루어진 행위였는가, 또는 상대는 불특정다수였는가, 아니면 서로 사전에 파트너 관계가 성립되어 있었는가는 어려운 문제이다. 이 모든 상황이 혼재되어 있어 일률적으로 말할 수 없기 때문이다.
- 요바이는 일반적으로 서민의 풍습이었으나, 무사계급에서 행해지기도 했다고 한다.
- 요바이는 시대적 지리적에 따라 그 모습이 다양하였다. 일부 지역에서는 낯선 손님이 마을에 찾아오면 그 손님에게 여자를 내어주는 것이 풍습이었다. 또 일부 지역에서는 자신의 집에 찾아온 손님에게 아내를 밤에 빌려주는 것이 풍습이었다.

## 같이 보기
- 쓰야마 사건
- 데릴사위제